# جهانبانی
- نادر جهانبانی
- امان‌الله جهانبانی
- خسرو جهانبانی
- شوکت ملک جهانبانی
- امان‌الله میرزا جهانبانی
- محمدحسین جهانبانی
- کاروانسرای جهانبانی